# Digg
Digg — соціальний новинний вебпортал, заснований у 2004 році. Digg був першим популярним сервісом, побудованому на концепції новин, що створюються і оцінюються самими користувачами. Великою мірою завдяки Digg в інтернеті утвердилася концепція «карми» (голосування користувачів за топік). 

## Історія
Digg був запущений як експеримент у листопаді 2004 Кевіном Роузом, Овеном Бірном, Роном Городецьким і Джеєм Адельсоном. У первинному дизайні сайту, розробленому Деном Райсом, була відсутня реклама. У міру того, як Digg ставав популярнішим, на сайт була додана реклама Google AdSense. 
У липні 2005 сайт був оновлений до версії 2.0.  У новій версії з'явилися список друзів, здатність оцінювати («digg») матеріал без перенаправлення на іншу сторінку і новий інтерфейс, розроблений компанією silverorange. 
26 червня 2006 була випущена третя версія Digg з окремими категоріями, такими як технології, наука, світ і бізнес, відео, розваги та ігри, а також загальний розділ, в якому були об'єднані всі категорії.  На той час відвідуваність Digg зросла настільки, що виник термін Digg-ефект — потужний сплеск відвідуваності невеликого сайту після того, як посилання на нього з'являлася на головній сторінці Digg. Компанія додала Google AdSense на початку проекту, але перейшла на MSN adCenter у 2007 році.
Digg на піку своєї популярності в 2008 відмовлявся від пропозицій про продаж, сума яких досягала $225 млн. Тим не менше, не зважаючи на наявну велику аудиторію в 2007—2009, Digg не вдалося закріпити за собою статус інтернет-гіганта.  Портал втратив значну частину відвідувачів, багато в чому програвши конкуренцію на ринку соціальних новин соціальній мережі Facebook і сервісу мікроблогів Twitter.
Влітку 2012 соціальний новинний портал Digg був проданий компанії Betaworks усього за $500 тисяч, хоча «загальна компенсація» була дещо більшою. У Digg були придбані бренд, вебсайт, всі технології та інші активи. Покупець Digg, компанія Betaworks розташована в Нью-Йорку і займається розвитком ІТ-проектів.  Вона має намір відродити Digg, повернувши йому колись вельми велику популярність.
У 2013 році Ендрю Маклафлін зайняв посаду генерального директора після того, як Digg було продано BetaWorks і знову запущено.
У вересні 2016 року Digg оголосила, що розпочне партнерство з Gannett у сфері даних.
Digg був придбаний рекламною компанією BuySellAds за нерозголошену суму в квітні 2018 року.

## Дивись також
- Хабрахабр
- Вікіновини